# Moisö
Moisö är en halvö i Finland. Den ligger i Esbo i landskapet Nyland, i den södra delen av landet, 14 km väster om huvudstaden Helsingfors.